# Кумулонимбус
Кумулонимбус (лат. cumulus — гомила и nimbus — кишни) је врста вертикалних облака, обично се формира од водене паре која се кондензује у доњој тропосфери која се гради према горе ношена снажним плутајућим ваздушним струјама. Изнад нижих делова кумулонимбуса водена пара прераста у ледене кристале, као што су снег и крупа, чија интеракција може довести до града, односно до стварања грома. Када се јављају као грмљавина, ови облаци се могу назвати грмљавинским главама. Кумулонимбус се може формирати сам, у гроздовима или дуж олујних линија. Ови облаци су у стању да произведу муње и друге опасне временске прилике, као што су торнада, опасни ветрови и велики град. Кумулонимбус напредује из превише развијених кумулус конгестус облака и може се даље развити као део суперћелије. Кумулонимбус се скраћено означава са Cb.

## Изглед
Високи кумулонимбуси обично су праћени мањим кумулусним облацима. База кумулонимбуса може да се протеже неколико километара (миља) у пречнику или да буде само неколико десетина метара (јарди) у пречнику, и да заузима ниске до горње надморске висине унутар тропосфере - формирана на надморској висини од приближно 200—4.000 m (700—10.000 ft). Врхови обично достижу чак 12.000 m (39.000 ft), а у екстремним случајевима и до 21.000 m (69.000 ft) или више. Добро развијене кумулонимбусне облаке карактерише раван врх налик наковњу (купола наковња), узрокован смицањем ветра или инверзијом на нивоу равнотеже у близини тропопаузе. Полица наковња може претходити вертикалној компоненти главног облака много километара (миља) и бити праћена муњама. Повремено, растуће ваздушне парцеле премашују равнотежни ниво (због момента) и формирају врх који кулминира на максималном нивоу парцеле. Када је вертикално развијен, овај највећи од свих облака обично се протеже кроз сва три региона облака. Чак и најмањи кумулонимбус облак је див у односу на своје суседе.

### Врсте
- Cumulonimbus calvus: облак са подбухлим врхом, сличан кумулус конгестусу из којег се развија; под правим условима може постати кумулонимбус капилатус.
- Cumulonimbus capillatus: облак с влакнастим врхом попут цируса.[3]

- Cumulonimbus calvus
- Јасно развијен кумулонимбус са фиброзним ивицама на врху капилата
- Замрзнути кадар кумулонимбусног облака у даљини открива бљесак муње

### Допунске карактеристике
Кумулонимбуси се могу поделити на једанаест врста:
- — гомиласто-кишни лучаст[4]
- — гомиласто-кишни ћелав
- — гомиласто-кишни развучен
- — гомиласто-кишни наковњаст[5]
- — гомиласто-кишни вименаст
- — гомиласто-кишни крпаст[6]
- — гомиласто-кишни капаст[7]
- — гомиласто-кишни падавински
- — гомиласто-кишни трубаст[8]
- — гомиласто-кишни веласт[8]
- — гомиласто-кишни с виргама[8]

- Аркусни облак (облак прага) који води грмљавину
- Капа (пилеус) на врху конгестуса
- Инкус са ивицом попут вела
- Mammatocumulus with drooping pouches
- Левкасти облак (туба) изнад Холандије
- Бочна линија испред јаког невремена
- Врх који прелази изнад је купола облака на врху кумулонимбуса
- Кумулонимбус калвус наспрам сунчеве светлости са кишом која пада испод њега као кишно окно.
- Киша испарава пре него што стигне до земље (вирга)

## Развој облака
Ови облаци углавном настају за време топлих летњих дана, при продору хладних ваздушних маса. Развој на небу није дужи од 30 минута, а развијају се на висини од 600—20.000 метара. . Ово је једина врста облака која доноси падавине , а за коју се унапред не може знати која подручја би била захваћена. Управо због локалног развоја на небу, није могуће одредити ни подручја на којима би падао град.

## Грађа и падавине
Састоје се од ледених кристала и имају облик џиновских кула, често подсећају и на наковањ. 
Из њих се излучују јаке пљусковите кише праћене грмљавином (постоји ризик од удара грома) , а често и град. Такође, кумулонимбуси су често основа за настанак торнада и велике су вертикалне моћности (нарочито у САД и још неким деловима света) . 

## Штетне последице
Уколико се облаци довољно развију да из њих почну да падају велике количине падавина и град , то може бити штетно за пољопривредне усеве , док у градским срединама могу направити проблеме у саобраћају , оштетити инфраструктуру и бити опасни по људе и животиње.
Олујне ћелије кумулонимбуса могу произвести бујичну кишу конвективне природе (често у облику кишног окна) и бујичне поплаве, као и праволинијске ветрове. Већина олујних ћелија замире након око 20 минута, када падавине изазивају више силазног него узлазног струјања, узрокујући расипање енергије. Међутим, ако постоји довољна нестабилност и влага у атмосфери (на пример, врелог летњег дана), отицање влаге и удари из једне олујне ћелије могу довести до формирања нових ћелија само неколико километара (миља) од претходне неколико десетина минута касније или у неким случајевима стотинама километара (миља) даље много сати касније. Овај процес узрокује формирање (и распадање) олује која траје неколико сати или чак више дана. Кумулонимбуси се такође могу јавити као опасне зимске олује зване „снег са грмљавином“ које су повезане са посебно интензивним стопама снежних падавина и са мећавама када су праћене јаким ветровима који додатно смањују видљивост. Међутим, кумулонимбуси су најчешћи у тропским регионима и такође су чести у влажним срединама током топле сезоне у средњим географским ширинама. Олуја прашине изазвана налетом кумулонимбуса је хабуб.

## Животни циклус или фазе
Генерално, кумулонимбуси захтевају влагу, нестабилну ваздушну масу и силу подизања да би се формирали. Кумулонимбус обично пролази кроз три стадијума: фазу развоја, зрелу фазу (где главни облак може да достигне статус суперћелије у повољним условима) и фазу дисипације. Просечна грмљавина има пречник од 24 km (15 mi) и висину од приближно 12,2 km (40.000 ft). У зависности од услова присутних у атмосфери, ове три етапе трају у просеку 30 минута.